# Platystethus arenarius
Platystethus arenarius är en skalbaggsart som först beskrevs av Geoffroy 1785.  Platystethus arenarius ingår i släktet Platystethus och familjen kortvingar. Arten är reproducerande i Sverige. Inga underarter finns listade i Catalogue of Life.